# Laurel Canyon Boulevard
Laurel Canyon Boulevard – ulica w hrabstwie Los Angeles biegnąca z północy na południe. Zaczyna się w północnej części doliny San Fernando kończy natomiast przy Sunset Boulevard w West Hollywood. Laurel Canyon Bolevard przebiega kanionem o tej samej nazwie przez górach Santa Monica, gdzie przecina m.in. Mulholland Drive. Jest to najbardziej widowiskowa część drogi. W tym rejonie położona jest także dzielnica Laurel Canyon w której mieszkają gwiazdy kina oraz muzyki.